# Табангут-Ичётуйский дацан
Табангу́т-Ичётуйский даца́н «Дэче́н Рабжали́н» (тиб. བདེ་ཆེན་རབ་རྒྱས་གླིང, Вайли bde chen rab rgyas gling) — буддийский монастырский комплекс (дацан) на юге Бурятии в окрестностях улуса Додо-Ичётуй Джидинского района.

## История
Дацан основали буряты Табангутского рода в 1773 году.

## Современное состояние
С благословения Пандито Хамбо-ламы Дамбы Аюшеева в 2008 году началось возрождение дацана. В 2008 году построили двухэтажный деревянный Сахюусан-дуган размером 7х8 метров. В дацане начались службы.
Табангут-Ичётуйский дацан относится к «Буддийской традиционной Сангхе России». Юридическое название — «Местная религиозная организация буддистов Табангут-Ичётуйский дацан „Дэчен Рабжалин“». Тибетское название дацана переводится как «место полного развития великого блеженства». Приход дацана составляют Дэдэ-Ичётуй, Додо-Ичётуй, Намаг Гэгэтуй, Намаг Цагатуй.

## Настоятели (ширетуи) храма
- Цыдыпов Чойдок
- Шагжитаров Уиндэ (30-е годы XX века)
- Чагдуров Баир Бальжинимаевич